# Nationalpark Tarutao
Der Nationalpark Tarutao (Thai: อุทยานแห่งชาติตะรุเตา) ist ein Meeres-Nationalpark in der Straße von Malakka im äußersten Südwesten Thailands, Provinz (Changwat) Satun, Amphoe La-Ngu. Der Park war der erste Meeres-Nationalpark von Thailand, er wurde am 19. April 1974 zum Nationalpark erklärt. Im Jahre 1982 wurde er in die Liste der „ASEAN Heritage Parks and Reserve“ aufgenommen.

## Geschichte
Tarutao ist ein malaiisches Wort, es bedeutet „alt“ und „geheimnisvoll“. Der Legende nach waren diese Inseln lange von der Welt verschwunden. Eine wunderschöne Prinzessin von Langkawi hatte einen Fluch ausgesprochen, da sie fälschlicherweise wegen Ehebruchs hingerichtet wurde. Möglicherweise war der Fluch wirklich echt, wurden doch jahrhundertelang vorbeifahrende Schiffe von Piraten ausgeraubt. Erst 1964 konnte die British Royal Navy dem ein Ende setzen.
Die Geschichte von Tarutao im 20. Jahrhundert ist eng mit der Geschichte der Demokratie in Thailand verbunden. Im Jahre 1939 suchte die Gefängnisbehörde eine isolierte und unfreundliche Umgebung, um Staatsfeinde einzusperren. So wurde auf Ko Tarutao eine Strafkolonie eingerichtet. Zwei wichtige Gruppen von Aufständischen wurden hier inhaftiert: die „Bowondet Coup Group“ (erfolgloser Gegenputsch geleitet von Prinz Boworadet am 11. Oktober 1933, niedergeschlagen von Feldmarschall Phibul Songkhram) und die „Petty Officers' Coup Group“.
Das erste Gefängnis wurde an der Talo-Udang-Bucht erbaut, aber da monatlich hunderte neuer Gefangener eintrafen, wurde bald an der Talo-Wao-Bucht ein weiteres errichtet. Die Gefangenen mussten eine Straße zwischen den beiden Buchten bauen, die 12 km lang und 6 m breit war. Etwa 30 % der Sträflinge überlebte die Strapazen nicht. Malaria war die Haupt-Todesursache, andere Faktoren waren Hunger und die Grausamkeit der Wärter. An Flucht war nicht zu denken, Krokodile und Haifische waren überall dort, wo die Wachen nicht hinsahen.
Die politischen Häftlinge genossen eine relative Freiheit in der Atmosphäre eines „offenen Gefängnisses“, sie wurden wegen ihres sozialen Status respektiert und konnten ihre Zeit mit landwirtschaftlichen Experimenten, Übersetzungen und Verfassen von Wörterbüchern verbringen. Nach ihrer Freilassung konnten viele lukrative Regierungsposten bekleiden.
Während des Zweiten Weltkrieges wurden die Lager vernachlässigt. Vom Festland kam kein Nahrungsmittel-Nachschub mehr an, so dass viele verhungern mussten. Bald wurden Wachen und auch Gefangene zu gefürchteten Piraten in der Straße von Malakka, die Jagd machten auf reich beladene Schiffe.

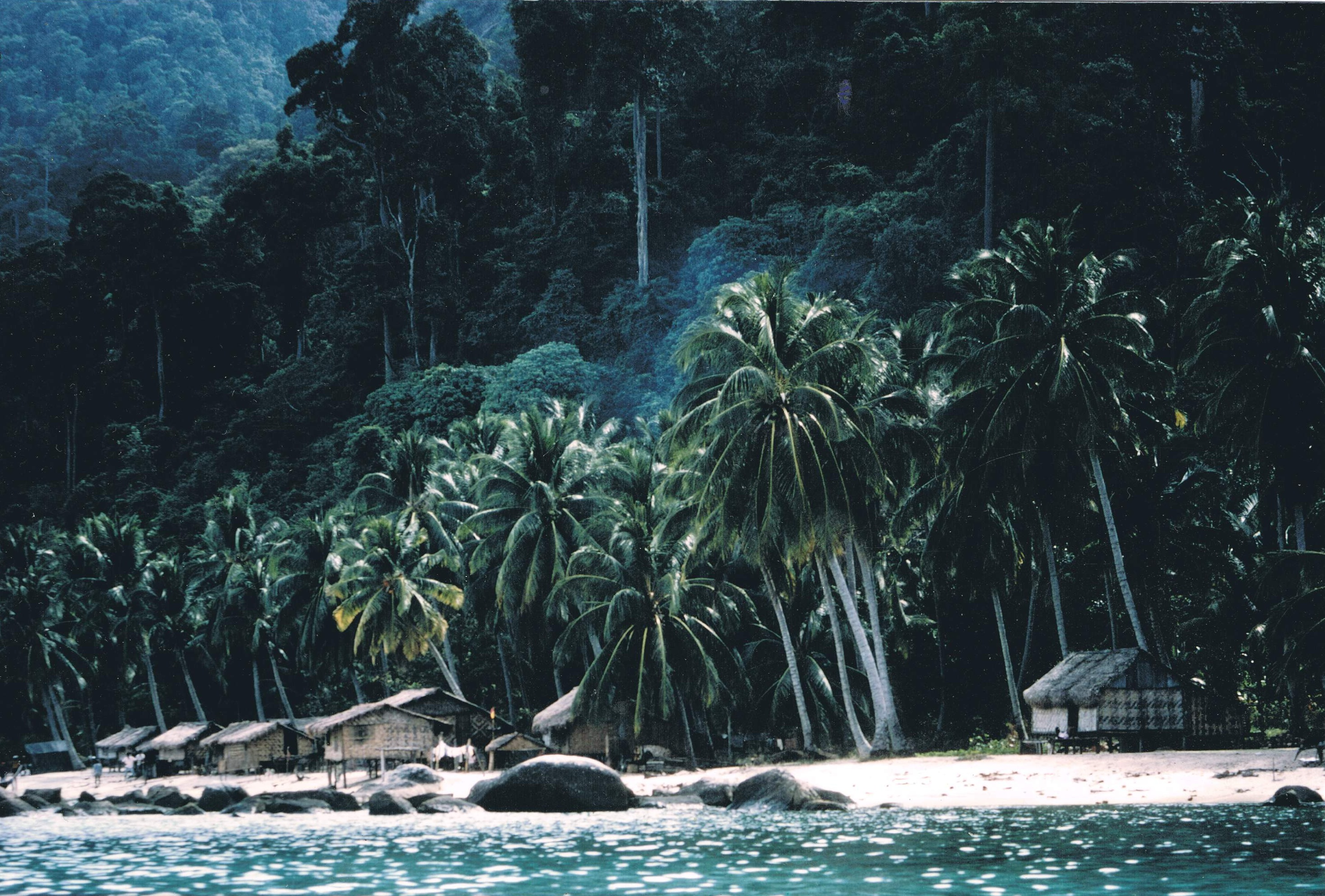
Siedlung von Urak Lawoi auf Ko Adang

Nach dem Ende des Zweiten Weltkrieges wurden britische Marine-Truppen nach Tarutao gesendet, um die Gegend von Piratengruppen zu säubern. Nachdem die Gefängnis-Behörde im Jahre 1946 die beiden Gefängnisse geschlossen hatte, kamen viele Siedler aus den umliegenden Provinzen. Fischer ließen sich an den Buchten Tarutaos nieder, Bauern bestellten das Land in den Tälern mit Reis, sie errichteten Obst-, Gummi- und Kokospalmen-Plantagen.
Im Jahre 1972 beschloss die Regierung, aus der Inselgruppe einen Nationalpark zu machen, und schickte Landvermesser her. Im Jahre 1974 wurde der Park offiziell eingeweiht.
Es gibt heute zwei Zuchthaus-Gedenkstätten, das Ao Talo Udang Gefängnis liegt in der südlichsten Bucht auf Tarutao, das Ao Talowao Gefängnis für Kleinkriminelle und politische Gefangene liegt im Südosten der Insel. Eine historische 12 km lang Straße wurde von Gefangenen gebaut, sie verbindet beide Gefängnisse.

## Habitat
Der Park liegt am Übergang der Straße von Malakka zur Andamanensee, er hat eine Fläche von 1,490 km², besteht aus 51 Inseln und gehört zur Provinz Satun. Die Inseln des Nationalparks liegen am Rande des Sundagrabens. Sie waren bis vor etwa 8500 Jahren noch Hügel des Festlandes, jedoch ein höherer Wasserspiegel, durch schmelzendes Eis an den Polen hervorgerufen, schnitten sie vom Kontinent ab.
Die Gewässer des Tarutao-Nationalparks beherbergen eigentlich eine Mannigfaltigkeit von farbenfrohen Korallen und anderen Riff-Bewohnern. Jedoch ein übermäßiges Auftreten von Dornenkronenseesternen (Acanthaster planci), Sturmschäden – besonders an den Südküsten im südlichen Teil des Parks – als auch verbotene Dynamitfischerei haben viele lokale Riffe stark in Mitleidenschaft gezogen.
Die marine Fauna besteht aus vier verschiedenen Arten von Meeresschildkröten, der Oliv-Bastardschildkröte (Lepidochelys olivacea), der Karettschildkröte (Eretmochelys imbricata), der Suppenschildkröte (Chelonia mydas) und der Lederschildkröte (Dermochelys coriacea), Delphinen, Hummern, selten auch Walen und Dugongs.
Auf dem Land leben Malaienbären, Makaken, Languren, Warane und Dunkle Tigerpythons. Es gibt mehr als 100 Vogelarten, wie Seeadler, Fischadler, Rotmilane, Nashornvögel, Reiher, Stelzenarten, Graufischer und Tauben.

## Klima
Die beste Zeit für einen Besuch des Nationalparks ist von November bis April. Während der sechs Monate, in denen der Südwest-Monsun vorherrscht, kann die See sehr rau werden, der Park hat dann mit einer Regenmenge von mehr als 300 mm je Monat zu rechnen. Die durchschnittliche Regenmenge im Jahr beträgt etwa 2663 mm. Während des Nordost-Monsuns, besonders von Dezember bis März, ist es gewöhnlich sehr trocken. Die jährliche Durchschnittstemperatur beträgt 27°-28 °C, wobei es im November und Dezember am kühlsten, im April am wärmsten ist.

## Die Hauptinseln
- Ko Tarutao (เกาะตะรุเตา) ist die größte Insel des Nationalparks und der Namensgeber. Sie ist mehr als 26 km lang, 11 km breit, und 151 km² groß. Sie liegt 26 km vom Festland und nur 5 km von der malaiischen Nachbarinsel Langkawi entfernt. Die Topographie von Tarutao ist von Bergketten beherrscht, die sich in Nord-Süd-Richtung über die Insel ziehen und am höchsten Punkt 708 m erreichen. Etwa 60 Prozent der Insel ist mit Wald bedeckt. Die Südspitze und die Ostküste wird von schroffen Kalkstein-Felsformationen beherrscht, von denen manche auch als winzige Inselchen oder als schlanke Felsnadeln vor der Küste liegen und von einer erstaunlichen Vielfalt an Strauchwerk bewachsen sind. Die Westküste hat lange Sandstrände, die sich mit Mangroven-Sümpfen und dicht bewaldeten Hügeln abwechseln. In den teilweise sehr dichten Mangrovenwäldern gibt es einzelne Bäume mit einem Stammdurchmesser von 1 m. Das Asean Regional Centre for Biodiversity Conservation (ARCBC) listet folgende Gebiete mit Mangroven-Wäldern auf:[1]
  - Khlong Phante Malakaa: 195 ha; eine kleine offene Bucht mit Mangroven, teilweise in Verbindung mit Kalkstein-Dolinen.
  - Ao Talo Lingai: 128 ha; Mangroven (78 ha).
  - Ao Talo Wao: 198 ha; Mangroven (72 ha) und Wattenmeer (126 ha).
  - Ao Talo Dabu: 97 ha; Mangroven (38 ha) und Wattenmeer (59 ha).
  - Ao Talo Dang: ca. 810 ha; Mangroven (57 ha), mit vielen großen Sonneratia-Bäumen (Sonneratia Caseolaris),[2] angrenzende Gras-Ebene (55 ha) und Wattenmeer (ca. 700 ha) am südlichen Ufer der Insel.

- Ko Adang (เกาะอาดัง, mit 30 km²) und Ko Rawi (เกาะราวี, mit 28 km²), die 45 km westlich von Ko Tarutao liegen, sind anders gestaltet. Hier erheben sich wilde Granit-Berge, auf Ko Adang bis zu einer Höhe von 703 m, auf Ko Rawi bis zu 463 m. In dieser Inselgruppe kommt Kalkstein gar nicht vor, während es auf Tarutao keinen Granit gibt. Die dramatische Berglandschaft auf Ko Adang, fast ausschließlich von Wald bedeckt, ist bei Besuchern des Parks sehr beliebt, da sich von den höchsten Punkten ein wunderbarer Blick auf Ko Lipe und die hier 300 Kilometer breite Malakkastraße bietet. In der Regenzeit gibt es hier an den Osthängen beeindruckende Wasserfälle.

- Ko Li Pe (เกาะหลีเป๊ะ) – hier befindet sich ein Dorf der Urak Lawoi,[3] einer auch als Seenomaden bezeichneten ethnischen Minderheit Thailands. Der ehemals halbnomadische und ethnoreligiöse Volksstamm der Urak Lawoi (Leute des Meeres, auf Thailändisch: Chao Leh) ist eine Untergruppe der Orang Laut. Sie sprechen eine malayo-polynesische Sprache[4] und unterscheiden sich dadurch und durch ihren deutlich anderen Phänotyp stark von den ethnischen Thais. Sie selbst nennen das 4 km² große Eiland Pulau Lipih, was flache Insel bedeutet.
- Ko Butang (เกาะบุตัง – auch Ko Batong oder Ko Dong, เกาะดง), gehört wie Ko Lipe zur „Adang-Rawi-Gruppe“.

## Kleinere Inseln
- Ko Sarai (หมู่เกาะสาหร่าย), östlich von Ko Tarutao.
- Ko Khai (Ei-Insel, เกาะไข), bekannt für sein natürliches Felsentor (ประตูหิน). Seeschildkröten legen hier ihre Eier ab.
- Ko Ta Nga (auch Ko Tanga, เกาะตางาห์), auf halbem Weg zwischen Ko Tarutao und Ko Adang.
- Ko Bitsi (เกาะบีดซี, auch Ko Lek: kleine Insel)
- Ko Tarang (เกาะตารัง)
- Ko Hin Ngam (Insel schöner Steine, เกาะหินงาม) bekannt durch seine schwarzglänzenden, glattgeschliffenen Kiesel.
- Ko Chabang (auch Ko Jabang, เกาะจาบัง)
- Ko Yang (เกาะยาง)